# Botanophila setiforceps
Botanophila setiforceps este o specie de muște din genul Botanophila, familia Anthomyiidae. A fost descrisă pentru prima dată de Ringdahl în anul 1952.
Este endemică în Sweden. Conform Catalogue of Life specia Botanophila setiforceps nu are subspecii cunoscute.